# David Casares Nicolín
David Casares Nicolín  (n. 2 de febrero de 1916, Ciudad de México, Distrito Federal - 25 de octubre de 1971) fue un abogado mexicano.
Realizó sus estudios de abogado en la Escuela Libre de Derecho, ingresando a la misma en el año de 1934 y obtuvo el título profesional el 5 de julio de 1940, después de sostener su examen profesional con la defensa de la tesis titulada Concepto Filosófico-Jurídico de Persona.
Fue maestro de la Escuela Libre de Derecho así como Rector de la misma de 1964 a 1971. Promovió durante su rectoría el cambio de local de la Escuela Libre de Derecho, gestiones que culminaron en la publicación en el Diario Oficial de la Federación del Decreto Presidencial que establecía la enajenación a título gratuito, a favor de la Escuela Libre de Derecho, de varios predios. Dicha publicación se llevó a cabo el 18 de noviembre de 1970 y determinó el tan esperado cambio de locaciones de la Escuela.
En su ejercicio profesional, Don David alcanzó gran prestigio por su probidad y eficacia. Se desempeñó como Asesor de la Bolsa Mexicana de Valores, S.A. de C.V., de Comercial Mexicana, S.A.; Consejero de Banco Hipotecario Metropolitano, S.A., Envases y Fibras, S.A., Metalúrgica Almena, S.A, entre otras. Asimismo, fue apoderado general para México e Hispanoamérica del empresario sueco Werner Green.
Fue fundador y consejero del Consejo Empresarial de Perfeccionamiento Socioeconómico; Director y cofundador de Invest-Mentor Mexicana, S.A., así como miembro de la Junta de Gobierno del Instituto Tecnológico Autónomo de México (ITAM).